# ثلاجة الإنترنت
ثلاجة الإنترنت (المعروفة أيضًا باسم الثلاجة الذكية) هي ثلاجة تمت برمجتها لإدراك أنواع المنتجات التي يتم تخزينها داخلها والحفاظ على سلامتها  من خلال مسح الباركود أو مسح RFID.

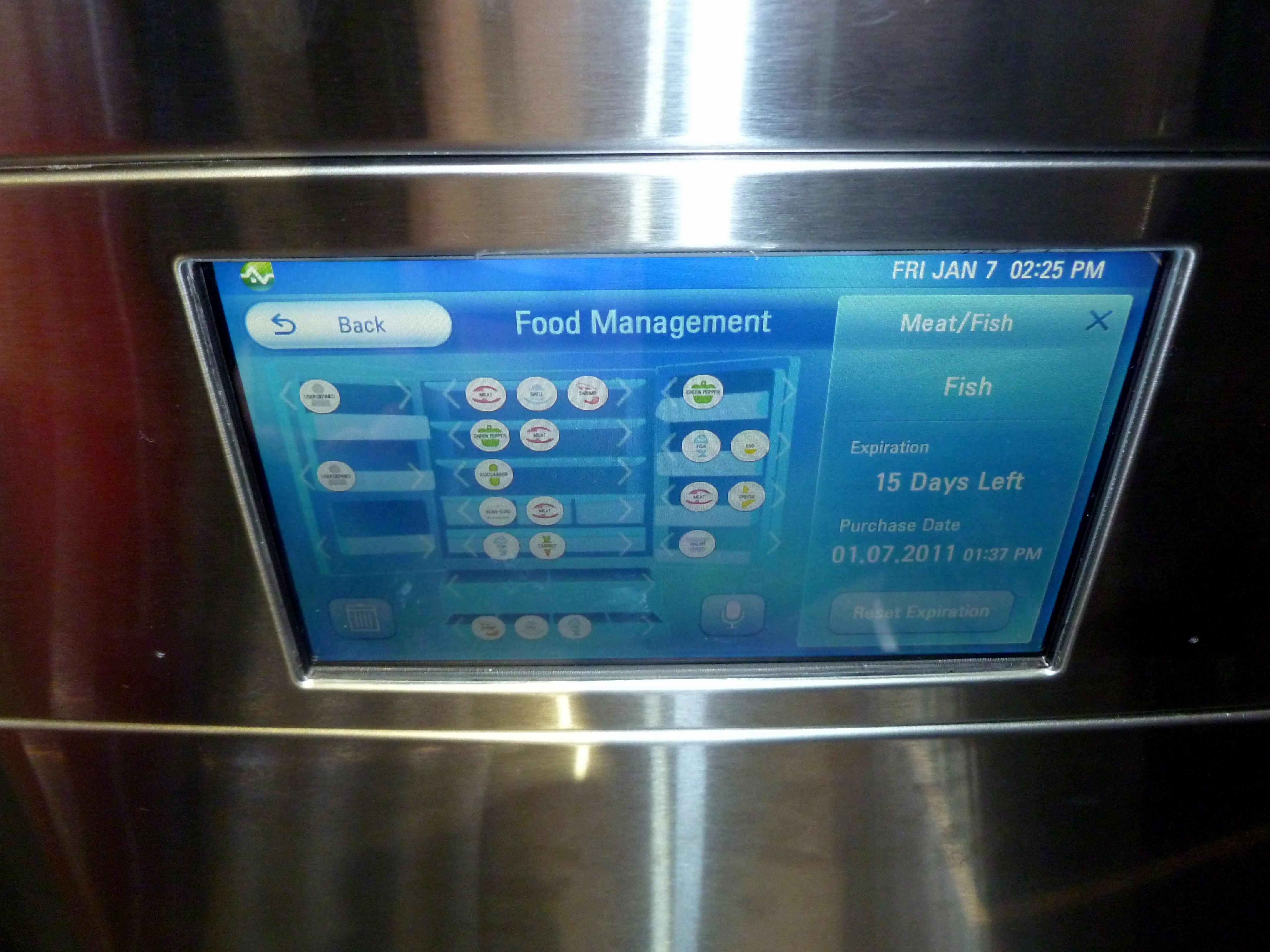
LG Smart Refrigerator at CES 2011

و هذا النوع من الثلاجات يكون في الغالب مجهّز لتحديد نفسه كلما احتاج الأمر إلى تجديد عنصر غذائي.

## التاريخ
في أواخر التسعينات وأوائل العقد الأول من القرن الحادي والعشرين، كانت فكرة ربط الأجهزة المنزلية بالإنترنت (إنترنت الأشياء) شائعة، وكان يُنظر إليها على أنها الشيء الكبير التالي.
في يونيو 2000، أطلقت LG أول ثلاجة إنترنت في العالم،الإنترنت الرقمي DIOS.
و لكن كانت هذه الثلاجة منتجًا فاشلًا نظرًا لأن المستهلكين رأوا أنها غير ضرورية ومكلفة (أكثر من 20.000 دولار).

### الجدل
في عام 2000، حذرت شركة مكافحة الفيروسات الروسية «كاسبرسكي لاب» من أن الثلاجات وغيرها من الأجهزة المنزلية المتصلة بالإنترنت قد تكون في السنوات القليلة القادمة هدفاً للفيروسات الصافية، مثل تلك التي يمكن تصميمها لجعل باب ثلاجتك مفتوحًا في منتصف الليل، وفي يناير 2014، قامت شركة كاليفورنيا للأمن «بروف بوينت» والتي أعلنت عن اكتشافها «بوت نت» كبيرة مصابة بثلاجة متصلة بالإنترنت، بالإضافة إلى أجهزة منزلية أخرى، ثم سلّمت أكثر من 750.000 رسالة بريد إلكتروني ضارة ، وفي أغسطس 2015 إكتشفت شركة الأمان Pen Test Partners وجود ثغرة في ثلاجة سامسونج المتصلة بالإنترنت طراز RF28HMELBSR التي يمكن إستخدامها لسرقة بيانات اعتماد تسجيل الدخول لمستخدمي الGmail.

#### الدعم
في أواخر عام 2014، اشتكى العديد من مالكي ثلاجات سامسونغ الموصولة بشبكة الإنترنت من أنهم لم يتمكنوا من تسجيل  الدخول إلى حساباتهم الخاصة بتقاويم Google بعد أن توقفت هي عن واجهة برمجة تطبيقات التقويم في وقتٍ سابق من السنة، وبذلك فشلت سامسونج في تحديث برامج هذه الثلاجة.